# Elizabeth Jane Weston
Elizabeth Jane Watson (in latino, Elisabetha Ioanna Westonia; in ceco, lžběta Johana Vestonie; Chipping Norton, 1581/1582 – Praga, 23 novembre 1612) è stata una poetessa inglese naturalizzata ceca.

## Biografia
Elizabeth Jane Weston nacque dell'Oxfordshire, figlia di Joanna Cooper e del marito John Weston, morto sei mesi più tardi. Joanna si risposò con l'occultista Edward Kelley, con cui si trasferì in Boemia. Elizabeth crebbe a Praga e godette di un'ottima educazione, dato che i genitori decisero di educare i figli allo stesso modo indipendentemente dal sesso; la giovane dimostrò grandi attitudini per lo studio, padroneggiando non solo l'inglese e il ceco, ma anche il tedesco, l'italiano e, soprattutto, il latino.
Nel 1602 Georgics Martinius Von Baldhoven fece a pubblicare a sue spese i Poemata di Watson, una raccolta in due volumi di poesie di latino scritte dalla giovane poetessa inglese. Nel 1603 sposò il giurista Johannes Leo, con cui ebbe sette figli, tre dei quali le sopravvissero. Tre anni più tardi diede alle stampe Parthenicon Libri III, una raccolta di epigrammi, elegie ed epistole. I suoi versi latini ottennero grandi apprezzamenti sia all'epoca della loro pubblicazione che nei decenni successivi e John Evelyn la giudicò la miglior autrice di poesie latine insieme a Tommaso Moro.
Watson morì di tisi nel 1612.

## Opere
- Poemata (1602)
- Parthenicon (1607)